# Kostel svatého Mikuláše (Čelebići)
Kostel sv. Mikuláše (srbsky/bosensky Crkva svetog Nikole/Црква светог Николе, známý též pod lidovým názvem Crkva Šklopotnica) se nachází ve vesnici Čelebići u Foči v jihovýchodní části Bosny a Hercegoviny. Pravoslavný kostel je památkově chráněn.
Jednolodní kostel má prostý základ a skromné rozměry. Jeho půdorys tvoří obdélník o rozměrech 7,55 x 5,6 m. Výška zdí z vnější strany činí 1,5 m, vzhledem k tomu, že část objektu byla zakopána pod zem. Ze západní strany, kde se nachází vstup, se nachází otevřená zvonice na sloupech. Ikonostas v kostele je dílem Georgije Mitrofanoviće, Andrije Raičeviće a mistra Jovana. Ikony byly přeneseny z původního kláštera sv. Trojice v Pljevljích.